# Teorias das subculturas criminais
As teorias das subculturas criminais são diferentes teorias da criminologia que têm origem nas ideias da Escola Sociológica de Chicago, principalmente nos métodos desenvolvidos por Robert Ezra Park. Elas objetivam o estudo das relações culturais e sociais que estão por trás dos crimes. Assim, essas teorias vão no sentido contrário das teorias que veem o crime como produto de distúrbios de personalidade ou de conflitos emocionais dentro de próprio indivíduo.
Apesar de haver divergências entre os principais autores (Edwin Sutherland, Albert Cohen e Richard Cloward, por exemplo), é possível afirmar que eles partem de pressupostos em comum, o conceito de cultura, a possibilidade de haver subgrupos dentro da sociedade que distinguem-se dela em questões relevantes e a negação do princípio da culpabilidade. Além disso, observa-se que os autores subculturalistas enfocam suas pesquisas em grandes centros urbanos, principalmente nas regiões mais afastadas do centro das cidades, e utilizam suas teorias para explicar a delinquência de jovens. Ademais, nota-se a influência desse modo de fazer criminologia em filmes como Os Esquecidos (1950), dirigido por Luis Buñuel.

## Origem das Teorias das Subculturas Criminais - Escola de Chicago
As teorias das subculturas foram desenvolvidas principalmente por autores que estudavam o que acontecia nas grandes cidades norte-americanas. Essa forma de fazer criminologia no Estado do bem-estar desenvolveu-se entre as décadas de 1910 e 1960. Pode-se dizer que um antecedente inegável dessas teorias foram os trabalhos empreendidos pela Escola sociológica de Chicago, principalmente por Robert Ezra Park (1864 – 1944).
O surgimento da Escola de Chicago está relacionado ao processo de urbanização e crescimento da cidade durante o início do século XX. Como decorrência desse processo, Chicago presenciou o aparecimento de fenômenos sociais urbanos que foram concebidos como problemas sociais, por exemplo, o crescimento da criminalidade, da delinquência juvenil, o aparecimento de gangues, os bolsões de pobreza e desemprego, a imigração e a formação de comunidades segregadas (guetos). Todos esses problemas foram objetos de pesquisa para a Escola de Chicago. Alguns deles, principalmente os três primeiros, estão no cerne das teorias das subculturas criminais.
Robert Park, um dos precursores da Escola de Chicago, integrou o corpo docente do Departamento de Sociologia da Universidade de Chicago entre 1914 e 1933. Ele encarava o ambiente urbano como um laboratório para a investigação da vida social. Park foi defensor da ideia de que o espaço físico espelhava o espaço social, de modo que se se pudesse medir a distância física entre populações, se saberia algo sobre a distância social entre elas. Essa metáfora levou a desenvolvimento da ideia de ecologia urbana. Esse termo foi desenvolvido por Park e por Ernest W. Burgess no livro Introduction to the Science of Sociology, de 1922. Usando a cidade de Chicago como exemplo, eles propuseram que cidades são ambientes, assim como os encontrados na natureza. Eles postulavam que cidades são regidas por muitas das forças do evolucionismo Darwiniano que ocorre nos ecossistemas, ou seja, eles sustentavam que havia uma analogia entre o mundo vegetal e animal, de um lado, e o meio social integrado pelos seres humanos, de outro. Além disso, eles afirmavam que a força mais significante era a competição, criada por grupos que disputavam recursos urbanos, por exemplo, território, que leva a divisão do espaço urbano em nichos ecológicos. Dentro desses nichos, os habitantes compartilham características sociais semelhantes, pois estão sujeitos à mesma pressão ecológica. Assim, Park e seus alunos estudaram o modo como distintos grupos se localizavam na cidade de Chicago. Naquela época, um aspecto típico das pesquisas era a confecção de mapas, que situavam os diferentes tipos de população, grupos étnicos e espécies de atividades.

## Conceito de cultura e de subcultura
A teoria das subculturas começa a ser construída em um contexto de mudança da abordagem epistemológica na área da criminologia, pode-se considerar que há uma mudança de sentido no estudo, chamada pelo criminólogo Alessandro Baratta de Virada Sociológica. A lente, que antes era voltada pelo positivismo a se focar no indivíduo e suas possibilidades patológicas ou não de cometer um crime, passa agora a observar os corpos sociais, as relações culturais que envolvem uma comunidade e a possibilidade dessas influenciarem no cometimento de delitos. Pautadas pelos conceitos de Émile Durkheim, fundador do pensamento sociológico, como a ideia do desvio e da anomia, as escolas sociológicas da criminologia começam a se desenvolver e tentar explicar as causas sociais do crime, cabe aqui uma observação feita pela criminóloga Vera Malaguti  acerca de certas manutenções: "Embora se desloque do paradigma positivista, ainda mantém seu caráter etiológico, com um deslocamento de causalidade natural e bioantropológica para uma causalidade social".
A teoria das subculturas se constrói a partir daí com uma série de contribuições, que serão citadas mais abaixo, mas em que certa medida, identificam nas relações culturais o seu ponto nuclear de observação, Gabriel Anitua traz uma uma pequena generalização que facilita essa compreensão: "A cultura é o conjunto de costumes, códigos morais e jurídicos de conduta, crenças, preconceitos, etc. que as pessoas de uma comunidade compartilham e aprendem no convívio social. Sem dúvida, esses teóricos das subculturas acreditavam que dentro da cultura geral podem existir subgrupos que, embora identificando-se, em geral, com esses valores fundamentais, distinguem-se dela em algumas questões relevantes. Conforma-se assim uma subcultura".
Os estudos, ao identificar possíveis subculturas criminosas, mostram sua relação com as ideias funcionalistas, que de acordo com Alessandro Baratta, pretendem estudar o vínculo funcional do comportamento desviante com a estrutura social. O delito então seria fruto dos aspectos e da realidade cultural na qual o sujeito está imerso (reforçando assim a permanência de traços positivistas no estudo criminológico) e, a partir do estudo dos hábitos, dos territórios, da observação na adequação de indivíduos a costumes que lhe garantiam uma vida melhor em seu contexto socioeconômico, seria possível obter previsões e garantir prevenções, como foi tentado na cidade de Chicago, com uma série de reformas no esqueleto da cidade (evitando lugares ermos, de difícil acesso, etc.).

## Negação do princípio de culpabilidade
As teorias das subculturas criminais negam que o delito possa ser considerado como expressão de uma atitude contrária aos valores e às normas sociais gerais, visto que afirma existirem valores e normas específicos dos diversos grupos sociais. Assim, não existiria um referencial absoluto frente ao qual o individuo age livremente, sendo culpável a atitude daqueles que, podendo, não se deixam ‘determinar pelo valor’, como quer uma concepção antropológica de culpabilidade, que se encontra, principalmente, na doutrina penal alemã (concepção normativa, concepção finalista). A partir da Sociologia, evidencia-se que não existe um conjunto de valores pré-constituídos, que se tomava como refletido nas leis, mas sim que existem, em conjunto com valores e regras sociais comuns, valores e regras específicas de grupos.
Ainda, retomando-se a ideia das associações diferenciais e de desorganização social de Edwin Sutherland, se são as condições sociais, estruturas e mecanismos de comunicação e aprendizagem que determinam uma inversão de valores, normas, comportamentos e técnicas, a partir do pertencimento a uma subcultura, passa-se a questionar o real terreno de liberdade para autodeterminação. Essa visão sociológica, igualando o mecanismo de aprendizado do comportamento criminoso ao do comportamento conforme o direito, relativiza a classificação das pessoas entre os que interiorizaram as normas, conformando-se com elas, e os desviantes.
Diante do reconhecimento do reduzido espaço de escolha individual e determinação da vontade, “as teoria das subculturas constitui não só uma negação de toda teoria normativa e ética da culpabilidade, mas uma negação do próprio principio da culpabilidade, ou responsabilidade ética individual, como base do sistema penal”. 

## Principais autores

### Edwin H. Sutherland
Edwin Hardin Sutherland foi um sociólogo americano nascido em Gibbon, Nebraska, em 13 de Agosto de 1883. Consolidou sua reputação como um dos grandes criminólogos de seu tempo na Universidade de Minnesota, onde lecionou entre 1926 e 1929. Em 1930, aceita um convite da Universidade de Chicago e integra seu quadro de pesquisadores até 1935, quando transfere-se para a Universidade de Indiana. Lá funda a Bloomington School of Criminology e permanece até sua morte, em 11 de Outubro de 1950.
Sua importância histórica reside no rompimento da identificação, até então inquestionável, entre criminalidade e pobreza, através da evidenciação do fenômeno dos crimes de colarinho branco, termo por ele cunhado. Passa, então, à investigação de processos criminógenosgerais.
A partir da ruptura metodológica propiciada por Robert King Merton, em Estrutura Social e Anomia (1938), Edwin Sutherland nega as teorias que apontam para a existência de uma relação necessária entre criminalidade e pobreza. Sua invalidade, apontada a partir da análise dos crimes que o sociólogo apresenta como “white-collar crimes”, derivaria, primeiramente, da não representatividade das amostras consideradas quanto ao status socioeconômico; em segundo lugar, da sua não aplicabilidade aos criminosos de colarinho branco; e terceiro, da sua incapacidade de explicar inclusive a criminalidade em classes mais baixas, uma vez que os fatores não estariam relacionados a um processo geral característico da ação criminosa.
Tendo a anomia como base explicativa, propôs a ideia de associações diferenciais, revelando que a prática de condutas criminosas sistematizadas seria aprendida em associação direta ou indireta com os praticantes deste tipo de comportamento. O empreendimento ou não em uma carreira criminosa dependeria largamente da intensidade e frequência de interações com o comportamento conforme a lei e contrário a ela. Neste processo de aprendizado, estariam incluídas tanto técnicas para o cometimento de crimes, quanto o especifico direcionamento de motivos, atos, racionalizações e atitudes. Estes últimos seriam, principalmente, aprendidos através de visões a respeito da lei como favorável ou desfavorável. Em algumas sociedades, o individuo estaria cercado por pessoas que invariavelmente definiriam as normas legais como regras a serem observadas, enquanto em outras seria receberia influencias favoráveis à violação dessas regras. Estes dois tipos de estímulos seriam duas forças em constante oposição, superando uma à outra e, nessa medida, determinando um isolamento relativo à força vencida.
Somar-se-ia às associações diferenciais, como segundo processo geral criminógeno, a desorganização social da comunidade. Ou seja, a ação criminosa seria resultado da intensa convivência
com este tipo de comportamento e da falta de organização social solida para frear sua reprodução.
Nesse sentido, Edwin Sutherland atribuirá o comportamento criminoso não à negação dos valores socialmente compartilhados, mas à adequação bem sucedida a valores paralelos, frente à incapacidade da sociedade de reafirmar os primeiros de maneira efetiva.

### William Foote Whyte

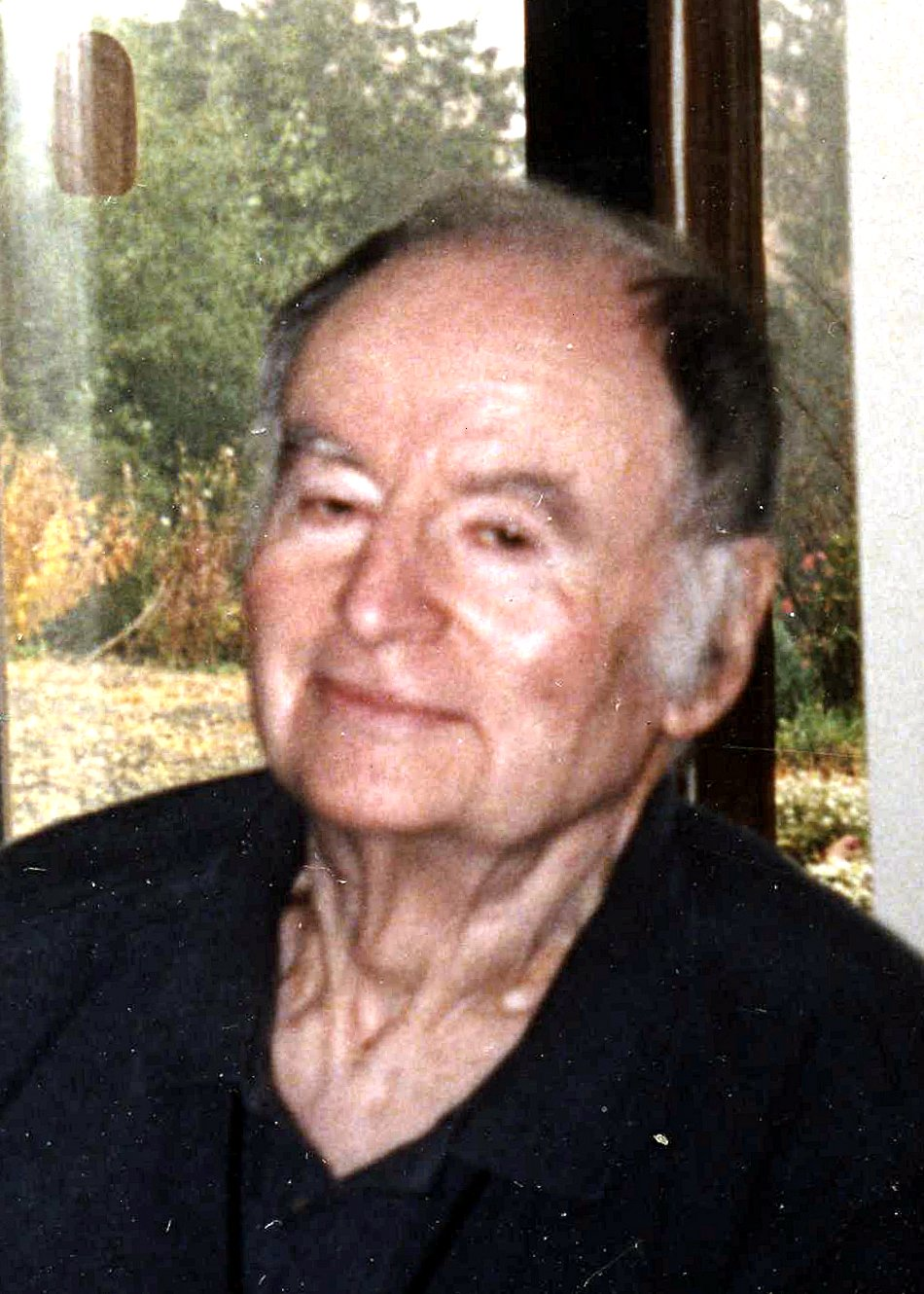
William Foote Whyte, foto de 1996

William Foote Whyte, (27 de Junho de 1914 - 16 de Julho de 2000) sociólogo norte-americano, graduou-se em 1936 na Swarthmore College e tornou-se doutor em sociologia pela Chicago University, em 1943. Na obra Sociedade de esquina, publicada em 1943, ele analisou a estrutura social do bairro italiano pobre de Chicago, Cornerville, e especialmente a forma como este afetava as crianças e adolescentes que ali viviam. Para entender as relações sociais daquela comunidade, Whyte (2005) defendia que era necessário viver nela, pois a a partir de um conhecimento mais íntimo e detalhado da vida local, a área se revela sob um aspecto diferente do que é apresentado pelos jornais. O autor conclui que o problema de Cornerville é o fracasso de sua própria organização social em se conectar com a estrutura da sociedade à sua volta. Isso explica o desenvolvimento de organizações políticas e mafiosas locais. O fenômeno torna-se aparente quando se examina os meios pelos quais o homem dessa comunidade italiana pode progredir e ganhar reconhecimento em seu próprio distrito ou na sociedade ampla.
Segundo Whyte, é difícil para o homem de Cornerville colocar o pé na “escada do sucesso”, nem que seja no degrau mais baixo, pois seu distrito ficou conhecido como uma comunidade caótica e fora da lei. Assim, para progredir, ele deve se movimentar no mundo dos negócios ou no mundo dos gangsteres. Não pode circular pelos dois ambientes, pois eles se encontram de tal maneira separados que praticamente não existe qualquer conexão entre os dois. Por isso, o autor classifica os jovens em duas categorias: os da rua e os da escola. Os primeiros se identificariam totalmente com a cultura do bairro pobre, enquanto os segundos tentariam alcançar o “sonho americano”, mediante a introjeção dos valores da classe média norte-americana que lhes proporcionava a escola e os meios de comunicação. Ademais, Whyte conclui que as pessoas de Cornerville se ajustarão melhor à sociedade que as circunda quando tiverem mais oportunidades de participar dessa sociedade. Isso significa provê-las de melhores oportunidades econômicas e também dar-lhes maior responsabilidade na direção de seus próprios destinos.

### Albert K. Cohen
Albert K. Cohen, sociólogo norte-americano (Boston, 15 de Junho de 1918), é um dos principais teóricos das subculturais criminais. Formou-se em sociologia (B.A.) em Harvard University, obteve o título de Mestrado (M.A.) em sociologia na Indiana University, 1942, e é doutor em sociologia (Ph.D) por Harvard, desde 1951. Em 1965, após 18 anos lecionando na Indiana University, Cohen passou a integrar o corpo docente da Connecticut University, onde trabalhou até a sua aposentadoria, em 1998. Durante a graduação, Cohen teve contato com os estudos de Edwin H. Sutherland e foi aluno de Robert K. Merton, que tinham desenvolvido as duas principais teorias em criminologia até o momento, a das associações diferenciais e a da anomia, respectivamente. Em 1955, com a publicação do livro Jovens Delinquentes: a cultura das gangues, Cohen agrupou esses dois pontos de vistas diferentes em uma única teoria.
Na referida obra, ele identificou a existência de subculturas criminais nas gangues de delinquentes juvenis. O conceito de gangues adotado pelo autor é o de grupos organizados cujos integrantes são jovens que se reuniam com frequência, também dispunham de estrutura de estrutura hierárquica e adotavam critérios para a admissão de novos membros. Como essa teoria foi elaborada em determinado tempo e contexto, é preciso fazer a ressalva de que a questão do território da gangue é considerada de forma significativa.
Cohen descrevia a subcultura criminosa formada por jovens como um sistema de valores e crenças que surgem através da interação com outros adolescentes em situação semelhante e que solucionam, por seu intermédio, os problemas de adaptação causados pela cultura dominante. Assim, o autor explicava a delinquência juvenil a partir das circunstâncias cotidianas que permitem o contato do jovem com modelos delinquenciais ao invés de com modelos que obedeçam a lei.
Conforme dito anteriormente, Cohen tenta realizar uma síntese entre as teorias das associações diferentes e da anomia. A primeira explica o processo de influência cultural do grupo sobre o indivíduo que permite que o ato desvalorizado pela cultura geral seja valorizado por alguns sujeitos. Já a segunda teoria explica que as subculturas surjam entre jovens de classe operária que não encontrem resposta para sua frustração dentro da cultura dominante que privilegia o êxito econômico. Segundo Cohen, cada uma dessas teorias é insuficiente para explicar as gangues criminosas, pois uma é circular e não explica o surgimento do slum nem da subcultura, e a outra pressupõe a delinquência como um ato racional. Entretanto, uma vez juntas, elas exercem uma função explicativa: a pressão social explica o bloqueio da satisfação de alguns indivíduos e a associação com outras pessoas na mesma situação explica como esse bloqueio é solucionado. O livro descreve as gangues criminosas que havia nos Estados Unidos, durante a década de 1950. Os grupos eram formados por jovens do sexo masculino, pertencentes a famílias da classe baixa, e que normalmente cometiam crimes. Cohen confere seis características aos delitos realizados por essas gangues: (i) não utilitários, ou seja, não servem para os jovens adquirirem as coisas que são inacessíveis pelos meios legais, para o autor, a atividade de cometer crimes produz prazer por si mesma e permite obter um reconhecimento dentro do grupo; (ii) maliciosos, isto é, os jovens obtêm prazer, ao cometer crimes, simplesmente por incomodar a moral dominante ou quem a respeita; (iii) negativistas, ou seja, não têm referência autônoma, se definem através da oposição aos valores da classe média; (iv) variáveis, os jovens das gangues não se especializam num comportamento delitivo, eles realizam uma grande variedade de atos que podem ser crimes ou simplesmente contrários aos valores gerais, por exemplo, furto, causar desordem e faltar a aula; (v) hedonistas a curto prazo, eles não realizam atividades planejadas, mas sim respondem aos impulsos, essa caraterística se relaciona com a anterior; (vi) reforçadores da independência do grupo, mediante a hostilidade e a resistência a grupos como autoridades, família e escola.
Cohen afirma que sobre os homens recai um peso maior para satisfazer as demandas de status da sociedade integrada mediante o trabalho exclusivamente masculino de seu tempo. Por outro lado, a condição social dos jovens da classe trabalhadora impedia ou colocava obstáculos para a conquista do sucesso econômico. Mesmo assim, os jovens de classes mais humildes sofrem a pressão para cumprir o sonho da prosperidade econômica, mas têm um status inerente, nasceram em famílias pobres, e outro adquirido, interferência da origem humilde na educação, que os colocará em situação de inferioridade para com os jovens das classes média e alta. A referida pressão é exercida pelos meios de comunicação, pela escola e pela própria família. Para ser bem-sucedido e valorizado pela cultura geral, o jovem deve reunir condições que possibilitem o êxito na vida adulta: competitividade, ambição, capacidade, boa educação, responsabilidade, autocontrole etc. Assim, segundo Cohen, tanto o fato de ter nascido numa família de classe média ou alta quanto a formação mais adequada para conseguir.

### Richard Cloward e Lloyd Ohlin
Richard Cloward (professor por 47 anos na Universidade de Columbia) e Lloyd Ohlin (lecionou em Harvard, Columbia e na Universidade de Chicago) são outros sociólogos que também tratam da questão das subculturas em seu livro publicado em 1966: Delinquency and opportunity: A Theory of Delinquent Gangs, na qual fazem um esforço para unir as ideias de desvio e os fatores de pressão que levam o indivíduo a sofrer o desvio iniciadas por Durkheim e posteriormente desenvolvidas por Robert Merton com as contribuições de Cllifford Shaw, Henry McKay e Edwin Sutherland, que debatem como as estruturas sociais regulam o ato do desvio. Os dois autores tentam criar conceitos que liguem esses dois pontos e criar uma teoria que denominaram de: theory of differential opportunity systems (teoria de sistemas diferenciais de oportunidade). Parte-se de um pressuposto que certa desorganização social leva ao surgimento das chamadas subculturas (tendo aqui a base para as ideias de reformas nas estruturas de convivência social via policies) as quais são necessárias para a adaptação dos indivíduos nesses ambientes de certo modo deteriorados. Os dois não concordam com uma ideia de que os jovens escolheram o mau caminho por não terem tido um contato com uma boa educação familiar e na escola, mas sim preferem reforçar como esses jovens lidam com a reprovação social e com as possibilidades de reconhecimento e de relativa ascensão, é daí, justamente que surge a ideia da subcultura como adaptabilidade, como meio de ter uma posição social menos marginalizada, ou seja, os jovens que eventualmente acabam cometendo infrações podem conter os mesmos valores que a sociedade prega, mas o que ocorre é que eles não possuem meios legítimos para conseguir alcança-los. A partir daí os autores colocam que um jovem nessa posição passa a seguir um conjunto de normas diferentes dos que são pautados na sociedade (no limite, no contrato social) mas que são comuns a subcultura que envolve esse, os autores também debatem a ideia de meios legítimo/ilegítimo em relação as oportunidades; para os autores, cada ser tem uma posição presente nos dois meios, e vão contar com a variável da disponibilidade dos meios (legítimo e ilegítimo) para completar seus objetivos. Os autores aqui trabalham a ideia de oportunidade de acesso aos meios relacionados aos fatores trazidos pelo ambiente; se, por exemplo, um jovem estiver vivendo em um ambiente de forte criminalidade, circulado por pessoas que costumeiramente cometem crimes, ele supostamente iria ter muito mais facilidade para dispor de meios ilegítimos para alcançar seus objetivos. (Teoria da oportunidade diferencial – a contribuição nuclear dos dois autores para as teorias sociológicas da criminologia).
Importante ressaltar por fim, o aspecto econômico, que para os autores é crucial para que surjam as subculturas e seus subtipos que são colocados por eles:
1. Criminal Subculture: (um tipo de gangue que teria suas atividades centradas no roubo, extorsão e outros meios ilegais);
2. Conflitct Subculture: (em que a violência é o ponto central, muito ligado ao status que esse tipo de comportamento pode trazer);
3. Retreatist subculture: (muito ligada ao consumo de drogas). Os jovens acabam entrando nesse tipo de relação entre si justamente pelos obstáculos econômicos e
também culturais que a sociedade original os empoe para assim terem alguma condição de alcançarem seus objetivos.

### David Matza e Gresham Sykes
David Matza, sociólogo norte-americano (NovaYork, 1º de Maio de 1930) formou-se em sociologia (B.A.), em 1953, na University of the City of New York. Em 1955, obteve o título de mestre em sociologia e, em 1959, tornou-se doutor em sociologia (Ph.D), ambas pós-graduações forma realizadas na Princeton University. Atualmente é professor emérito do Departamento de Sociologia da Universidade da Califórnia.
Gresham Sykes, sociólogo e criminólogo norte-americano (Plainfield, 26 de maio de 1922 – Charlottesville, 29 de outubro de 2010), graduou-se em sociologia (B.A.) na Princeton University e, em 1952, tornou-se doutor em sociologia pela Northwestern University. Ademais, lecionou em seis universidades diferentes, Princeton, Northwestern, Dartmouth, Denver, Houston e Vírginia.
Em 1957, Matza e Sykes escreveram um artigo polemizando as teorias das subculturas. Para eles, a subcultura se acha inserida na cultura que é amparada pela lei, indo no sentido oposto dos que defendiam a oposição de valores entre esses dois grupos culturais. A partir da análise de grupos de jovens condenados por terem cometido crimes, ambos afirmam que estes reconhecem os valores gerais, admiram pessoas que respeitam a lei e estabelecem uma distinção entre o comportamento oposto à lei e aquele que se molda a fins corretos. Assim, os autores defendem que os jovens delinquentes adotam os comportamentos “legais”, mas, ao mesmo tempo, também aprendem as chamadas “técnicas de neutralização”.
Esse conjunto de técnicas é uma forma de justificativa do comportamento desviante ou criminoso, que é válida para os jovens integrantes da subcultura mas não para o sistema de normas da sociedade. Através dessas técnicas, há a solução do conflito entre normas e valores, por um lado, e motivações sociais e individuais para cometer crimes, de outro. Com isso, nota-se que a neutralização atua em dois aspectos: (i) contra as normas de controle social que teriam impedido o jovem de considerar a possibilidade de realizar o ato criminoso; (ii) contra a reação do sistema jurídico, posterior à realização do crime. Segundo a discrição dos autores, as técnicas mais usuais são: exclusão da própria responsabilidade (“me vi obrigado a fazer aquilo”); negação da qualificação da conduta como algo ilícito (“não fiz nada realmente de mau”); negação da vítima (“o cara merecia”); condenação ou desqualificação das autoridades (chamavam juízes e policiais de corruptos e hipócritas); remissão a instâncias superiores (os jovens diziam que estavam apenas cumprindo ordens).
Para Sykes e Matza, é igualmente através dessas técnicas que o jovem se torna um delinquente. Apesar disso, eles não desprezam a relevância dos fatores sociais para criar ambientes e práticas que tornam mais provável que tais técnicas sejam aceitas conjuntamente com os valores gerais. Dessa forma, assim como as outras as outras teorias subculturais, a das “técnicas de neutralização” faz parte da linha de pensamento criminológico que insiste nos fatores econômicos da criminalidade, e propõe a redução das desigualdades sociais como melhor alternativa para erradicar a criminalidade.
Essa metodologia utilizada para estudar a delinquência foca sua atenção em como o ímpeto para ter um comportamento delinquente torna-se em ação. Apesar disso, uma pergunta ainda está em aberto: o que torna a delinquência tão atrativa? Assim, em outro artigo, publicado em 1961, os autores abordam a questão dos valores sociais. Em síntese, eles afirmam que (i) os valores por trás da delinquência juvenil são muito menos um fator corruptor do que eles são comumente considerados; (ii) essa imagem distorcida deve-se a grande simplificação que é feita do sistema de valores da classe média.
Matza e Sykes afirmam que há muitos trabalhos que se propuseram a descrever o comportamento de jovens delinquentes e seus valores básicos. Devido a isso, é possível fazer inúmeras divisões e sub-divisões a respeito desse tema, mas há três principais temas que aparecem com certa regularidade.
Primeiro, delinquentes estão profundamente imersos na busca por estímulos. Atividades permeadas de audácia e perigo são altamente valiosas em comparação com padrões de comportamentos rotineiros, que fazem parte do cotidiano da sociedade. Com isso, nota-se que o estilo de vida delinquente envolve a criação de situações de risco que são valiosas conforme o estímulo que elas conferem. Entretanto, a vida dos jovens delinquentes alterna entre períodos de atividades rotineiras e repetitivas, e períodos de estímulo emocional, proveniente, por exemplo, de atividades criminais e uso de drogas.
Segundo, jovens delinquentes geralmente mostram desdém por ter sucesso na esfera social do trabalho. Objetivos profissionais, que envolvem emprego estável ou promoção na carreira profissional, são trocados por sonhos grandiosos e de sucesso rápido. Em geral, o criminoso é convencido de que apenas idiotas trabalham, assim, ele passa a rejeitar o regimento interno do local onde eventualmente trabalha. A partir disso, há autores que deduzem o desdém dos delinquentes por dinheiro do desinteresse desses pelo trabalho. Entretanto, Matza e Sykes argumentam que os delinquentes querem dinheiro tanto quanto um cidadão comum da classe média. Porém, os primeiros rejeitam o objetivo de acumulação de capital para realizar objetivos a longo prazo e para fazer uma série de cuidadosos gastos. Ao invés disso, o grande objetivo dos jovens criminosos é a acumulação de grandes quantidades de dinheiro, para serem gastos em gestos de generosidade e em consumo de ostentação. Para conquistar esse objetivo há duas formas: (i) a legal, que não é considerada efetiva; (ii) a ilegal, a opção mais esperta, segundo os jovens delinquentes.
O terceiro tema enfoca na violência. Nas gangues, agressão, física ou verbal, é utilizada, no extremo, como forma de demonstração de dureza e de masculinidade.
Visto isso, Matza e Sykes defendem que os valores mencionados acima são familiares não só aos jovens criminosos, mas também à “elite desocupada”, o único ponto não familiar às classes média e alta é o modo pelo qual a subcultura expressa esses valores, por meio de delitos. Assim, observa-se que, em qualquer situação, os valores das classes mais favorecidas economicamente podem estar por trás de muitas das atividades criminosas, ou seja, essas atividades brutalizadas podem ser explicadas pela ordem social dominante. Nesse sentido, há autores que defendem similaridades entre o delinquente e o homem assalariado. Essa ideia vai de encontro ao pensamento, defendido por muitos sociólogos da primeira metade do século XX, de que o criminoso se afasta da sociedade através dos diferentes valores sociais adotados por cada uma das partes. Em parte, isso se deve à exagerada simplificação do sistema de valores legais, ignorando o fato de que a sociedade não é composta apenas pela classe média e que a classe média não é homogênea na sua totalidade.
Os valores podem variar conforme a classe social, mas também podem sofrer significantes mudanças dentro de grupos étnicos, raciais, religiosos etc. Entretanto, mais importante talvez seja a existência de valores subterrâneos, que estão em conflito ou em competição com outros valores profundamente enraizados, mas que continuam sendo aceitos por muitos indivíduos. É importante notar que esses valores subterrâneos podem existir dentro de um mesmo indivíduo comum e não necessariamente representam o choque entre dois grupos sociais diferentes. Além disso, os referidos valores nem sempre são vistos como falhos ou desviantes.
O cidadão de classe-média também reconhece e compartilha da ideia de que os estímulos citados acima como primeiro tema de pesquisas subculturais são traços de oposição entre diversão e rotina. Como membros da classe-média, esses indivíduos perseguem seus estímulos através, por exemplo, da vida noturna em baladas. Isso evidencia que não se pode considera o valor, por si só, como um fator que corrompe o sujeito. Nesse sentido, os dois autores defendem que a procura por aventuras é um valor subterrâneo que atualmente vive ao lado dos valores cotidianos, como a estabilidade no trabalho. Dessa forma, observa-se que algo além dos valores está envolvido nas atitudes de um delinquente e caracterizar inquestionavelmente a classe dominante como plena de virtudes como trabalho e poupança é algo que distorce a realidade.
Matza e Sykes defendem que a concepção de consumo dos delinquentes dificilmente os torna estranhos à sociedade dominante. Eles argumentam que o criminoso está em sintonia com o seu tempo, mais do que outros pesquisadores pensam. Os autores afirmam que esses indivíduos, quando incorporam o dinheiro no seu sistema de valores, mais se conformam com a sociedade do que tomam atitudes desviantes dela.Em relação à violência, os dois autores arguem que o delinquente simplesmente transforma em ação explícita valores que são timidamente expressados em sua maioria. A ideia de defender os direitos ou à reputação de alguém através da força, provando a masculinidade do indivíduo é algo arraigado na sociedade norte-americana.
Em suma, Matza e Sykes defendem que os delinquentes não são indivíduos estranhos à sociedade, mas podem representar um reflexo perturbador. Apesar do vocabulário dos delinquentes ser diferente, eles compartilham de valores comuns à ordem social dominante. O criminoso é considerado desviante em certos aspectos, pois ele opta por enfatizar uma parte do sistema de valores dominantes, os valores subterrâneos, que coexistem com outros publicamente proclamados, que são considerados mais respeitáveis. Assim, os dois autores afirmam que grande parte do comportamento dos jovens criminosos deve ser analisado como uma extensão do mundo adulto, ao invés de ser visto como um produto de uma subcultura adolescente.
Por fim, sobre os jovens delinquentes, os dois autores argumentam que estudos mostram um aumento de crimes praticados por adolescentes das classes média e alta. Isso traz um sério problema para as teorias que dependem do status de depravação, de desorganização social e de variáveis similares para explicar a criminalidade entre jovens. Visto isso, os autores concluem que a explicação da delinquência dos adolescentes dever ser clareada através da pesquisa das similaridades entre os criminosos e a sociedade em que vivem, ao invés de se focar nas diferenças.

## Filmografia

### Os Esquecidos-Luis Buñuel(1950)
O filme dirigido pelo cineasta espanhol retrata o cotidiano de um grupo de jovens delinquentes que vivem no subúrbio da Cidade do México. Baseado em histórias reais que o diretor leu nos jornais da cidade, o filme, logo no início, demonstra suas semelhanças com as teorias subculturais. Na cena de abertura uma voz diz: "As grandes cidades modernas: Nova York, Paris, Londres, escondem atrás de seus magníficos edifícios lugares de miséria, que abrigam crianças mal-nutridas sem higiene, sem escola, sementeiro de futuros delinquentes. A sociedade trata de corrigir esse mal, mas o êxito de seus esforços é muito limitado. Só num futuro próximo poderão ser reivindicados os direitos das crianças e dos adolescentes, para que sejam úteis à sociedade. México, a grande cidade moderna, não decepciona essa regra universal. Por isso, esse filme está baseado em fatos reais, não é otimista e deixa a solução do problema às forças progressistas da sociedade."
A presença de uma subcultura formada por jovens sem a perspectiva de alcançar o êxito econômico é nítida. Influenciados pelo contexto e, principalmente, pelo convívio com pessoas que não costumam seguir as leis (esse segundo fator é representado pelo personagem Jaibo). A subcultura formada pelos jovens não chega a se caracterizar como uma gangue, pois, no filme, ela é retratada como um pequeno grupo de jovens, com pequena organização hierárquica e sem um sentimento de identidade corporativa entre os membros.

### Faça a coisa certa -Spike Lee(1989) e Gangues de Nova York -Martin Scorsese(2002)
O filme de Scorcese mostra a realidade da cidade de Nova York no período da Guerra Civil Americana, contexto esse que não fora abordado pelos sociólogos e criminólogos da teoria das subculturas, mas que é possível identificar uma série de combinações entre o contexto e a ideia de subculturas. A Rua das Cinco Pontas é ambiente arquitetônico didático para se observar o florescimento de gangues e organizações que se utilizam de meios ilícitos para obterem respeito e um padrão melhor de vida. O filme mostra também as tentativas do político Tweed de implementar certas políticas de reforma urbana para
modernizar e melhorar o convívio entre os ditos americanos e os imigrantes irlandeses, os quais em maioria compõem as gangues.
Por outro lado, evidenciando menos o lado da formação dessas organizações, mas observando de modo brilhante o contato e as tensões culturais, o também americano Spike Lee consegue mostrar um cenário rico de interações entre as comunidades negra e italiana, essa última em proporção mínima, em um subúrbio nova iorquino na década de 1980. 